# Łysostopek pozrastany

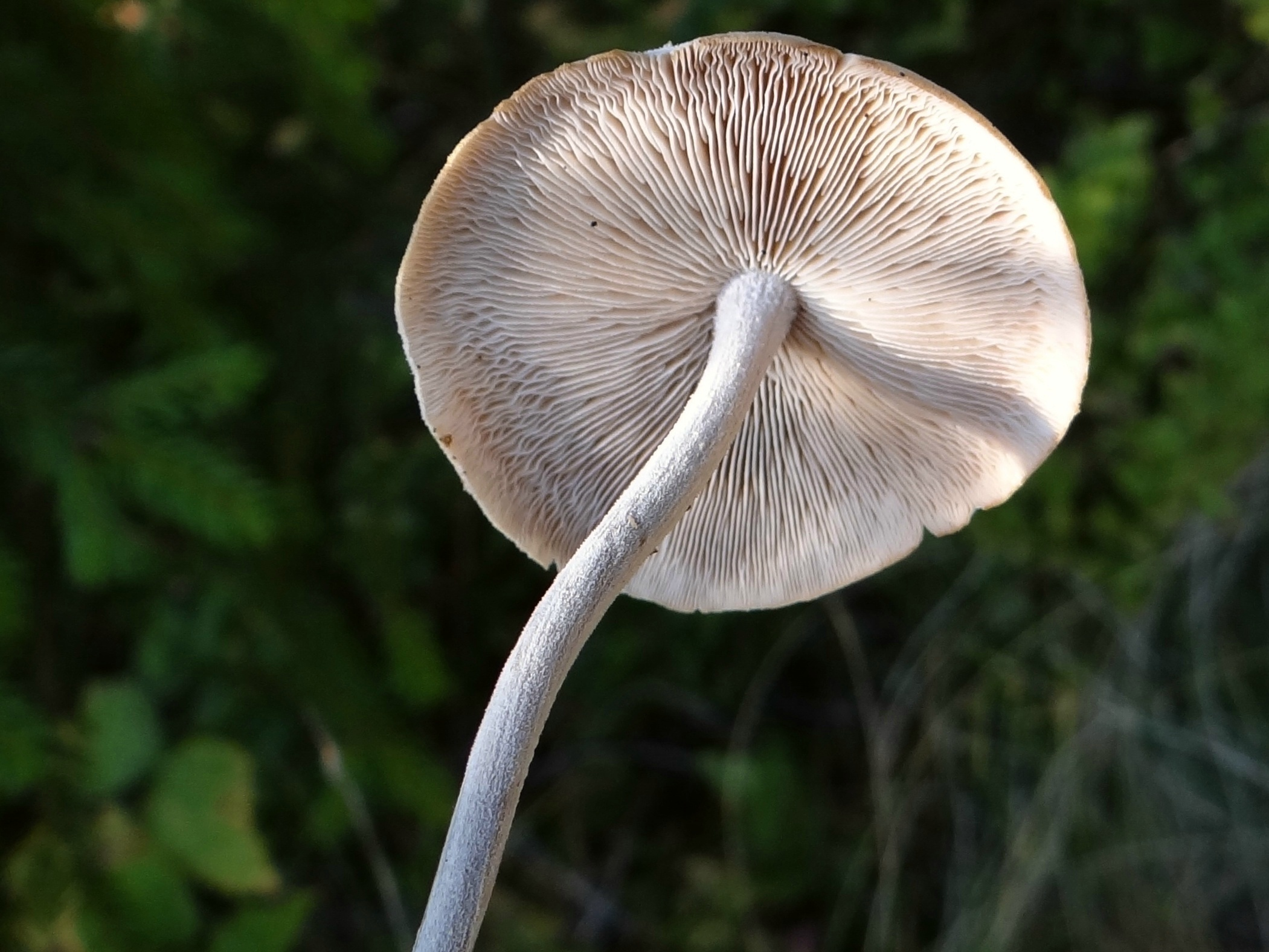
Gęste blaszki i cienki trzon z drobnymi, białymi brodawkami

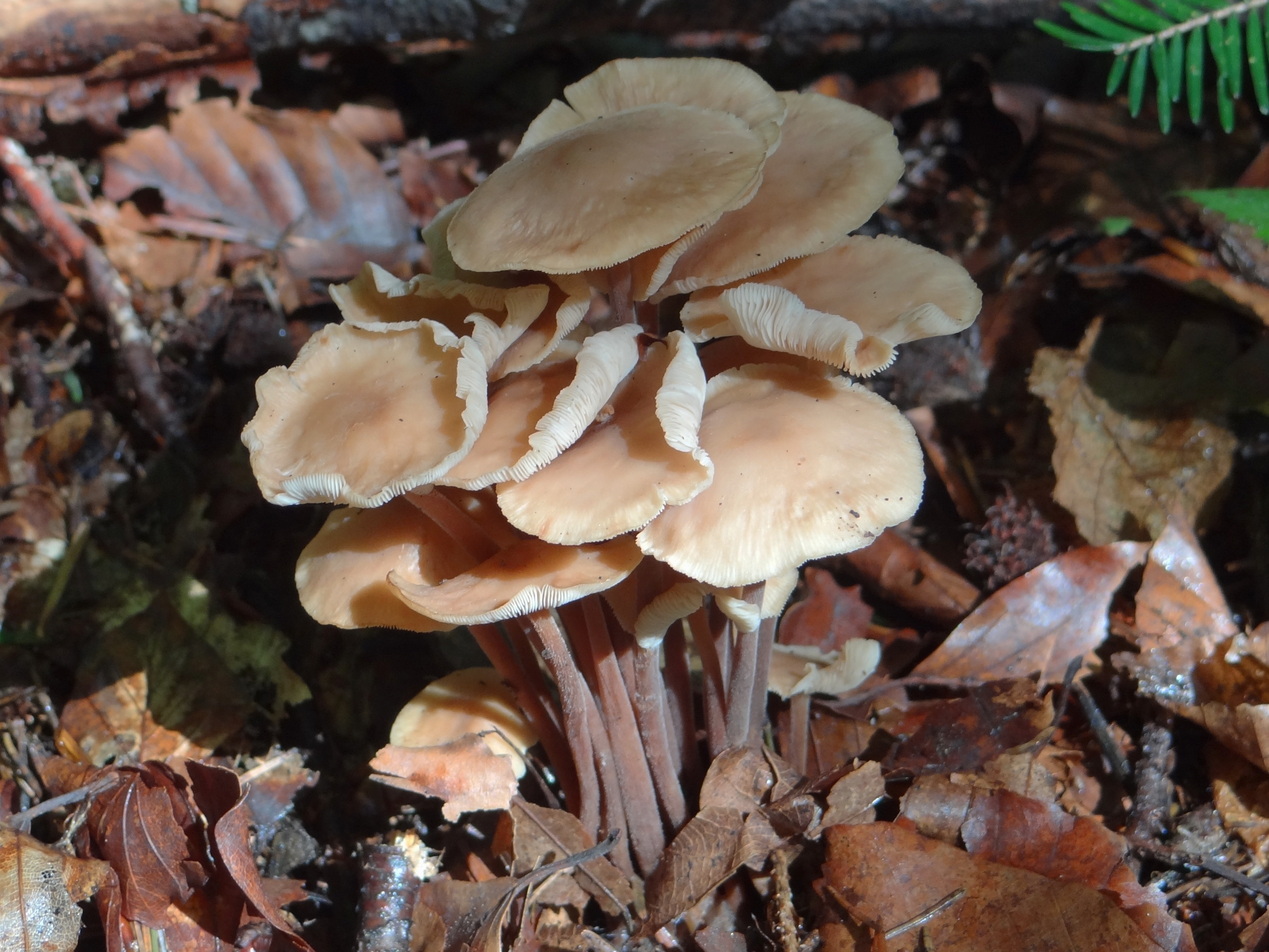

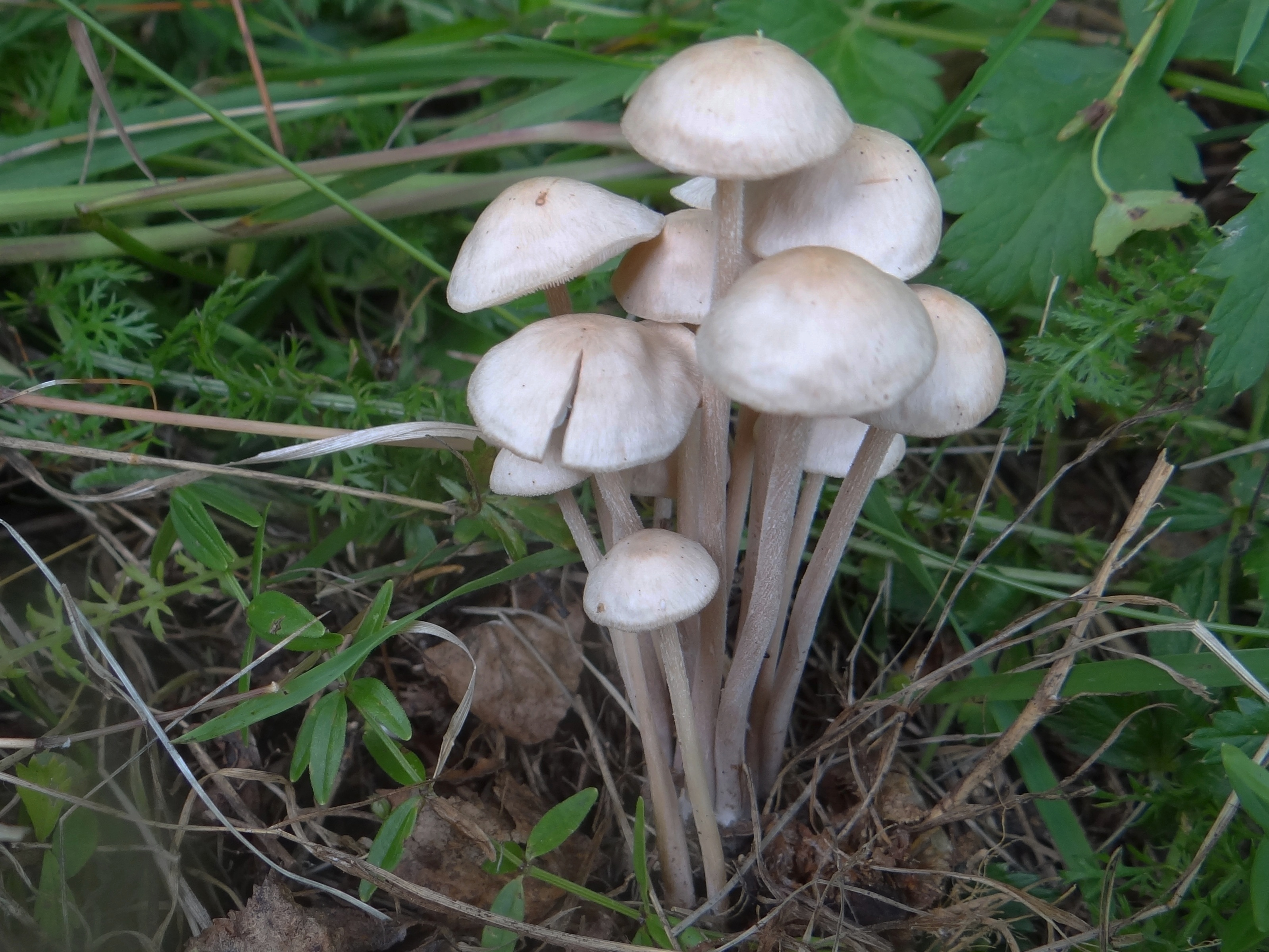

Łysostopek pozrastany (Collybiopsis confluens (Pers.) R.H. Petersen) – gatunek grzybów należący do rodziny Omphalotaceae.

## Systematyka i nazewnictwo
Pozycja w klasyfikacji według Index Fungorum: Collybiopsis, Omphalotaceae, Agaricales, Agaricomycetidae, Agaricomycetes, Agaricomycotina, Basidiomycota, Fungi.
Po raz pierwszy takson ten zdiagnozował w roku 1796 Christian Hendrik Persoon, nadając mu nazwę Agaricus confluens. Obecną, uznaną przez Index Fungorum nazwę nadał mu w roku 2021 R.H. Petersen, przenosząc go do rodzaju Collybiopsis.
Niektóre synonimy:

- Agaricus confluens Pers. 1796
- Chamaeceras archyropus (Pers.) Kuntze 1898
- Collybia confluens (Pers.) P. Kumm. 1871
- Gymnopus confluens (Pers.) Antonín, Halling & Noordel. 1997
- Marasmius archyropus (Pers.) Fr. 1838
- Marasmius confluens (Pers.) P. Karst. 1889

Polską nazwę podał Władysław Wojewoda w 2003. W polskim piśmiennictwie mykologicznym gatunek ten opisywany był też pod nazwami: pieniążek zlewający się, bedłka zlewająca się, twardzioszek gromadny, twardzioszek nieprzyjemny i pieniążek pozrastany.

## Morfologia
Kapelusz
Średnica 2–4 cm. U młodych owocników półkulisty lub tępodzwonkowy, później staje się spłaszczony z szerokim i tępym garbem, na koniec spłaszczony z wywiniętym brzegiem. Powierzchnia gładka, naga. Jest higrofaniczny; w stanie suchym powierzchnia jest matowa i ma kolor bladokremowy, w stanie wilgotnym jest błyszcząca, w kolorze od jasno cielistobrązowego do mięsnobrązowego. Owocniki prawie zawsze wyrastają kępami, czasami razem z innymi gatunkami.
Blaszki
Blaszki wąskie i gęste, początkowo białe, później cielistoochrowe do mięsnobrązowych. Ostrza blaszek owłosione. Przy trzonie blaszki wolne.
Trzon
Wysokość 5–12 cm, grubość do 0,5 cm. Jest cylindryczny, cienki i smukły, elastyczny, rurkowaty. Barwa taka sama, jak kapelusza. Po oderwaniu kapelusza na trzonie pozostaje tarczka, w kapeluszu natomiast okrągły otwór. Charakterystyczną cechą tego gatunku jest pokrycie całej powierzchni trzonu białymi brodawkami (włoskami){, oraz to, że trzony owocników w jednej kępie są pozrastane podstawą.
Miąższ
Cienki i łykowaty, białawy. Nie zmienia koloru po uszkodzeniu. Smak łagodny, zapach słaby i nieokreślony.
Wysyp zarodników
Biały. Zarodniki wydłużone, gładkie, o średnicy 7–10 × 2–3 µm.
Gatunki podobne
Jest wiele podobnych gatunków grzybów, ale łysostopek pozrastany ma kilka charakterystycznych cech, po których łatwo można go odróżnić: wyrasta w kępach, a cienkie trzony poszczególnych owocników są zrośnięte podstawami i pokryte białymi brodawkami „włoskami”. Ma gęste blaszki, a trzon odrywa się od kapelusza razem z tarczką. Najbardziej podobny jest łysostopek cierpki (Gymnopus peronatus).

## Występowanie i siedlisko
Występuje na półkuli północnej w strefie klimatu umiarkowanego i arktycznego. W Europie jest pospolity, na północy jego zasięg sięga po Szwecję, w Azji występuje na Kaukazie, Syberii, Kamczatce, w Chinach, Korei, Japonii, w Ameryce Północnej w USA i Kanadzie. W Polsce jest pospolity.
Saprotrof. Owocniki pojawiają się w różnego rodzaju lasach od lata do jesieni, prawie zawsze w kępach. Czasami tworzą czarcie kręgi. Grzyb mykoryzowy, żyjący w symbiozie z wieloma gatunkami drzew liściastych, najczęściej jednak rośnie pod bukami.

## Znaczenie
Grzyb jadalny. Ma jednak niewielkie wartości smakowe, może być używany jako domieszka do innych grzybów. Trzony z powodu łykowatości nie nadają się do spożycia. Przez niektórych autorów jednak uważany jest za grzyb trujący.